# Concatedral basílica de la Asunción de María (Gravina di Puglia)
La Concatedral Basílica de la Asunción de María o simplemente Catedral de Gravina di Puglia (en italiano: Basilica Concattedrale di Maria SS. Assunta) Es una catedral católica situada en Gravina in Puglia, región de Apulia, Italia. Anteriormente fue sede episcopal de la Diócesis de Gravina. Desde 1986, junto con la Catedral de Altamura y la Catedral de Acquaviva, ha servido como una co-catedral de la Diócesis de Altamura-Gravina-Acquaviva delle Fonti.
En agosto de 1993, el papa Juan Pablo II concedió a la catedral el estatus de basílica menor.
Una catedral fue construida aquí a finales del siglo XI por Humphrey de Hauteville, conde de Apulia y Calabria, y señor de la ciudad. Esta iglesia fue destruida en los años 1447-1456 por un incendio seguido de un terremoto, después de ser modificada en un estilo renacentista-románico. De la iglesia original sólo quedan algunos capiteles y frescos bizantinos. La catedral actual fue edificada en los treinta años siguientes, bajo la supervisión del obispo Matteo d'Aquino.

## Véase también

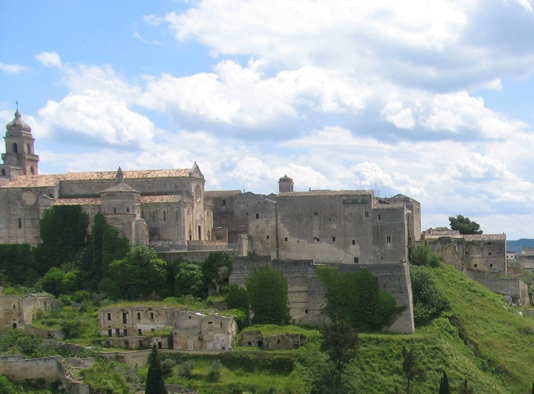
Otra vista del templo